# Sosippus mexicanus
Sosippus mexicanus es una especie de araña araneomorfa del género Sosippus, familia Lycosidae. Fue descrita científicamente por Simon en 1888.
Habita en México y Guatemala.